# ナガランド州
ナガランド州（ナガランドしゅう、英語: Nagaland）は、インドの北東部にある州の一つ。
州都はコヒマ、州内最大の都市で経済・交通・軍事の中心となっているのはディマプル。
2011年の人口は198万人。

## 歴史
ナガランドの古代・中世における歴史は明らかではない。
ナガ族はビルマやアッサムと文化と経済で深い繋がりを持って来た。アッサムやナガランドのナガ族と比較して、マニプルのナガ族には文化的に大きな違いのあることから"Kaccha Nagas (Fake nagas)"とも呼ばれている。
1816年にビルマが侵攻し、その支配下に入った。
19世紀前半、イギリスがこの地の西側のアッサム州まで勢力を拡大し、アッサムの紅茶産業を隣接するナガ部族の襲撃から守るために苦心した。
1993年、ナガランド紛争が起きた。
第二次世界大戦中の1944年、日本軍の侵攻をイギリス・インド連合軍が撃退した。また、ナガランド州の南にあるインパールでも、日本軍の攻撃は阻止された（インパール作戦）。日本軍がインパール作戦に入るまではナガランドはイギリスの支配を受けていなかった。
インドがイギリスから独立する前日の1947年8月14日に独立宣言を行った。1947年8月15日より、インドの一部になっているが、インドからの独立運動が続いており、現在でも一部の勢力はインド政府に抵抗している。

## 政治
インド人民党とナガランド人民戦線 (NPF) が連立しており、ローク・サバー（インド下院）では、NPFが1議席を持っている。

## 行政区分
1. ディマプル県（英語版） (Dimapur district)
2. キファイア県（英語版） (Kiphire district)
3. コヒマ県（英語版） (Kohima district)
4. ロングレング県（英語版） (Longleng district)
5. モコクチュン県（英語版） (Mokokchung district)
6. モン県（英語版） (Mon district)
7. ペレン県（英語版） (Peren district)
8. ペク県（英語版） (Phek district)
9. トゥエンサン県（英語版） (Tuensang district)
10. ウォカ県（英語版） (Wokha district)
11. ズネボト県（英語版） (Zunheboto district)

## 住民

### 民族
先住民族のナガ族（アンガミ・ナガ部族・レングマ・ナガ部族・ロタ・ナガ部族・アオ・ナガ部族等の主要16部族）が多数派を占める。
様々な少数民族が居住し、インドの他州と異なった独自の生活習慣を維持している。その多くは統計上農業に従事しているが、実際の所得の多くを政府からの補助金が占めている。

### 言語
公用語は英語。
ナガ族の言語はクキ・チン・ナガ諸語に属し、アオ・ナガ部族のアオ・ナガ語、アンガミ・ナガ部族のアンガミ・ナガ語、レングマ・ナガ部族の北レングマ・ナガ語と南レングマ・ナガ語等がある。

### 宗教
ヒンズー教が主流のインドとしては異例なことに、住民の90%がキリスト教徒で、メーガーラヤ州とミゾラム州でもキリスト教が主流である。アメリカの宣教団によるキリスト教布教が成功しており、ほとんどの住民はキリスト教を信仰する。特に「世界で唯一のバプテスト教会が主流の州」として知られている。

## 経済
農業と林業がナガランドの州内総生産の大部分を占めている。石炭、石灰岩、鉄、ニッケル、コバルト、クロム、大理石などの鉱物資源に恵まれている。
州人口の約7割が農業に従事している。
主な作物はコメ、キビ、トウモロコシ、豆類である。サトウキビやジャガイモなどの換金作物も一部で栽培されている。高級コーヒー、カルダモン、紅茶などのプランテーション作物が丘陵地帯で少量栽培されており、潜在的な成長力は大きい。ほとんどの農家が主食である米を栽培しており、作付面積の約80％を占める。そのほかに、油糧種子も高収益作物のひとつとして栽培されている。農業生産性は、インドの他の州に比べて低く、農家の収入増加が望まれている。

## 参照項目
- ホーンビル祭
- ナガランド・アニメ・ジャンキーズ・コスフェスト : 州都コヒマで開催される北東インド最大のコスプレイベント
- ナガ族
- ナガ語
  - コニャック語（英語版）（コニャック・ナガ語）
  - アオ・ナガ語
  - ロタ・ナガ語（英語版）
  - アンガミ・ナガ語（英語版）
  - チョクリ語（英語版）（チョクリ・ナガ語）
  - サンタム・ナガ語（英語版）
- Nagamese creole（ナガミーズ・クレオール）：アッサム語を語彙供給言語とするクレオール
- ナガランド民族社会主義評議会